# Lipotriches brevipennis
Lipotriches brevipennis är en biart som först beskrevs av Heinrich Friese 1915.  Lipotriches brevipennis ingår i släktet Lipotriches och familjen vägbin. Inga underarter finns listade i Catalogue of Life.